# Gospodarka odpadami
Gospodarka odpadami – szereg procesów związanych ze zbieraniem, przetwarzaniem, nadzorem nad tego typu działaniami, jak również późniejsze postępowanie z miejscami unieszkodliwiania odpadów oraz działania wykonywane w charakterze sprzedawcy odpadów lub pośrednika w obrocie odpadami. Gospodarka odpadami jest jednym z najpoważniejszych problemów dotyczących współczesnej cywilizacji. Proces gospodarowania odpadami dzieli się na etapy, w tym gromadzenie, transport, unieszkodliwianie, recykling i monitorowanie odpadów powstających w wyniku działalności człowieka i innych działań. Powstawanie odpadów to poważniejszy problem w skali światowej ze względu na rosnącą liczbę ludności, wraz z rozwojem gospodarczym i technicznym człowiek stał się największym producentem odpadów w przyrodzie. Ze względu na miejsce powstawania odpady dzielimy na odpady przemysłowe i komunalne.
Pojęcie gospodarki odpadami nie jest więc tożsame z gospodarowaniem odpadami lecz jest pojęciem szerszym i obejmuje dodatkowo wytwarzanie odpadów. Zgodnie z art. 3 ust. 1 pkt 3 ustawy o odpadach, gospodarka odpadami to "wytwarzanie odpadów i gospodarowanie odpadami".
Samo gospodarowanie odpadami to według ustawy: zbieranie, transport, przetwarzanie, nadzór, unieszkodliwianie i obrót odpadami. Pierwsze zdanie niniejszego artykułu podaje więc definicję gospodarowania, a nie gospodarki odpadami.

## Gospodarka odpadami w Polsce
W Polsce unieszkodliwianie odpadów odbywa się poprzez składowanie, sposób krzywdzący dla środowiska, w innych krajach odpady są w wielu dziedzinach życia wykorzystywane np.: w celu ogrzewania domów, produkcji energii.
To przyjęte prawo określa działania dotyczące rozwiązywania problemów wynikających z negatywnych wpływów odpadów wytwarzanych przez ludzi zarówno w jednostkach przemysłowych, jak również w gospodarstwach domowych. Działania związane z gospodarką odpadami są więc ograniczane przez rozporządzenia, ustawy i dyrektywy.

## Rozwiązania i praktyki logistyczne
Rozwiązania i praktyki logistyczne powinny służyć do wyznaczenia optymalnych warunków pracy całego układu. Logistyka jako dziedzina wiedzy wykorzystywana jest przy racjonalizacji przede wszystkim fizycznego przepływu dóbr materialnych, oraz związanych z tymi przepływami strumieni decyzyjno–informacyjnymii kapitałowymi. Istotnym elementem logistyki w obszarze jednostki organizacyjnej jest ustalenie zadań, które muszą być dostosowane do rodzaju systemu gospodarczego, jego zakresu działań, miejsca funkcjonowania, warunków otoczenia bliższego i dalszego oraz czasu realizacji procesów. Organizacja struktury elementów dostosowana jest do układu, a nie odwrotnie. Struktura logistyki najczęściej sklasyfikowana jest według realizowanych:
- funkcji – zaopatrzenia, produkcji, dystrybucji oraz zagospodarowania odpadów;
- procesów – transportowych, magazynowych, gospodarki materiałowej i inne.

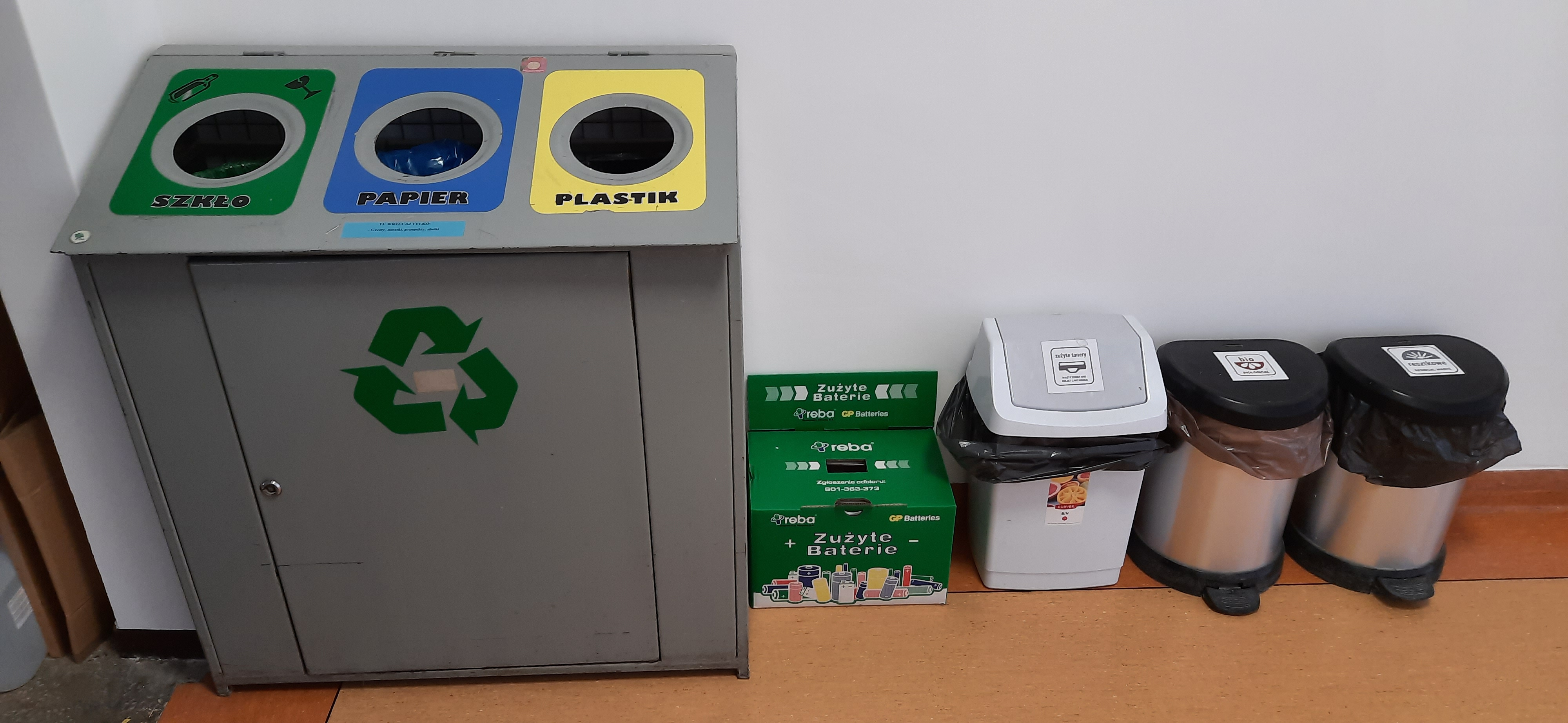
Pojemniki na segregowane odpady na Politechnice Gdańskiej

Często spotkać można układ mieszany, w którym główny podział np. funkcjonalny, uzupełniony jest klasyfikacją procesową. Taką sytuacje mamy w systemach gospodarki odpadami. System ten jako odrębny moduł pełniący część funkcjonalną logistyki w przedsiębiorstwie oraz będący elementem logistyki miejskiej, może zostać pogrupowany według realizowanych procesów:
- gromadzenia u źródła powstawania zgodnie z ustaloną formą;
- uporządkowane
- nieuporządkowane,
- magazynowania odpadów,
- transportu pozostałości,
- procesów odzysku, unieszkodliwiania bądź przekazania innym jednostkom organizacyjnym,
- składowania.

Każdy z wyżej wymienionych procesów będzie charakteryzował się swoistymi parametrami. Optymalizacji działań w obrębie systemu zagospodarowani odpadów w ogólnej postaci wyglądać będzie podobnie co w przypadku wyboru najkorzystniejszych parametrów dla głównych procesów logistycznych. Wykorzystywane dotychczas rozwiązania w obszarze logistyki, z powodzeniem mogą być stosowane w systemach gospodarki odpadami w celu minimalizacji nakładów finansowych.

## Unia Europejska a problem odpadów
Odnośnie do problematyki odpadów Unia Europejska 15 lipca 1975 roku ustaliła podstawowe kierunki działań w zakresie gospodarki odpadami (dyrektywa 75/442/EWG kilkakrotnie nowelizowana). Do działań tych zaliczono:
- ustanowienie ogólnych zasad kontroli usuwania odpadów w skali krajowej,
- przyjęcie, że głównym celem jest minimalizacja powstawania odpadów, wprowadzanie „czystych technologii”, szerokie zastosowanie recyklingu oraz wykorzystywanie odpadów jako źródła energii,
- wprowadzenie na rynek takich produktów, aby ich zastosowanie lub końcowe usuwanie nie miało żadnego wpływu lub miało wpływ minimalny na wzrost ilości i szkodliwości odpadów[7].

Kwestia zgodności terminologii stosowanej w gospodarce odpadami ze słownictwem przyjętym w Unii Europejskiej ma zasadnicze znaczenie dla zharmonizowania polskich uregulowań prawnych z wymaganiami obowiązującymi w krajach Unii. Uchylona ustawa o odpadach uchwalona 27 kwietnia 2001 r wraz z pozostałymi ustawami obejmującymi zagadnienia „odpadowe”, opierała się na zmienionym, w porównaniu z wcześniejszymi przepisami, aparacie pojęciowym, który jest już zgodny z prawodawstwem unijnym. W 2012 r. przyjęto kolejną ustawę.